# Chthonius boldorii
Chthonius boldorii – gatunek zaleszczotka z rodziny Chthoniidae.

## Taksonomia
Takson ten opisany został po raz pierwszy w 1934 roku przez Maxa Beiera jako podgatunek Chthonius austriacus. Jako miejsce typowe wskazano jaskinię Il Pozzo del Budellone we Włoszech (Lombardia). Do rangi niezależnego gatunku takson ten wyniósł w 1980 roku Volker Mahnert.

## Morfologia
Zaleszczotek ten ma szczękoczułki zwieńczone szczypcami o palcu ruchomym pozbawionym izolowanego ząbka subdystalnego. Nogogłaszczki zaopatrzone są w szczypce pozbawione ujść gruczołów jadowych. Dłoń tychże szczypiec odznacza się wgłębieniem na stronie grzbietowej, wskutek czego w widoku bocznym jej część grzbietowa jest niezaokrąglona i w odsiebnej części leży prawie na tej samej wysokości co palec. Palec ruchomy jest u nasady zaopatrzony w wewnętrzną apodemę wzmacniającą. Palec ten zaopatrzony jest mniej niż dziesięć ząbków; ich rządek dochodzi co najwyżej do połowy odległości między trichobotriami st i sb, a od strony dosiebnej przechodzi w słabiej lub silniej karbowaną listewkę przynasadową (łac. lamella basalis). Ubarwienie dłoni szczypiec jest w większości takie jak pozostałych członów nogogłaszczków. Spośród bioder odnóży krocznych te drugiej i trzeciej pary wyposażone są w kolce biodrowe. Odnóża kroczne pierwszej i drugiej pary mają jednoczłonowe stopy, natomiast odnóża kroczne pary trzeciej i czwartej mają stopy dwuczłonowe.

## Występowanie
Gatunek europejski, znany z Niemiec, Austrii, Słowacji, Włoch i Chorwacji.